# Cyanotis vaginata
Cyanotis vaginata là một loài thực vật có hoa trong họ Commelinaceae. Loài này được Wight mô tả khoa học đầu tiên năm 1853.